# Чемпионство мира ROH
Чемпионство мира ROH (англ. ROH World Championship) — это титул чемпиона мира в тяжёлом весе, созданный и продвигаемый американским рестлинг-промоушном Ring of Honor (ROH). Действующим чемпионом является Эдди Кингстон, это его первое чемпионство. 

## История
Титул впервые был разыгран 27 июля 2002 года в 60-минутном четырёхстороннем матче «Железный человек». В бою приняли участие Кристофер Дэниелс, Спанки, Даг Уильямс и Лоу Ки, победу одержал последний.
Самоа Джо удерживал титул дольше других — в течение 21 месяца и четырёх дней. Во время своего чемпионства Джо принял участие в совместном шоу ROH и Frontier Wrestling Alliance, которое прошло в Великобритании 17 мая 2003 года и носило название Frontiers of Honor. На этом шоу Джо защитил титул от Зебра Кида, после чего титул был переименован в титул чемпиона мира ROH. C тех пор титул защищался в Германии, Канаде, Швейцарии, Австрии, Мексике, Японии, Ирландии, Италии и Испании.
12 августа 2006 года чистое чемпионство ROH было объединено с титулом чемпиона мира ROH, после того как чистый чемпион Найджел Макгиннесс проиграл свой титул мировому чемпиону ROH Брайану Дэниелсону в Ливерпуле, в матче с двумя титулами на кону. Матч проводился по правилам чистого рестлинга, с условием, что оба титула могут быть проиграны по дисквалификации или отсчету.
В 2010 году был изменён дизайн мирового и командных чемпионских поясов. В декабре 2012 года дизайн пояса снова был изменён.
3 июля 2013 года титул чемпиона мира ROH был впервые объявлен вакантным, поскольку Джей Бриско получил сюжетную травму и стал не способен защищать титул.
20 сентября 2013 года состоялся финал турнира за вакантный пояс чемпиона мира ROH, в котором Адам Коул победил Майкла Элгина и стал 19-м чемпионом мира Ring of Honor. На Best in the World, 22 июня 2014 года, Элгин победил Коула и выиграл титул.

## Чемпионы
Первым чемпионом стал Лоу Ки, который 27 июля 2002 года победил Кристофера Дэниелса, Спанки, Дага Уильямса в 60 минутном четырёхстороннем матче. Самоа Джо удерживал пояс с 22 марта 2003 года до 26 декабря 2004 года, 645 дней, во время его чемпионства пояс получил статус мирового. Джеймс Гибсон на данный момент удерживал титул наименьшее время — 36 дней. Остин Эйриес единственный двукратный чемпион, второй раз выиграл титул в трёх стороннем матче при участии Джерри Линна Тайлера Блэка 13 июня 2009 года на шоу Manhattan Mayhem III.
На данный момент чемпионом мира ROH является Кристофер Дэниелс. Он победил Адама Коула на шоу 15th Anniversary Show. Титул был объявлен вакантным 3 июля 2013 года после того как Джей Бриско получил травму от членов группировки S.C.U.M.. Найджел Макгиннесс объявил турнир за титул, который начался 27 июля и завершился 20 сентября на Death Before Dishonor XI, в турнире одержал победу и стал новым чемпионом Майкл Элгин.